# Luis Morote
Luis Morote y Greus (Valencia, 9 de enero de 1864- Madrid, 4 de mayo de 1913) fue un escritor, periodista y político español perteneciente al regeneracionismo.

## Biografía
Nació el 9 de enero de 1864 en Valencia. Su padre, Aureliano Morote y Perales, de familia de plateros inmigrados de la localidad murciana de Lorca, llegó a magistrado de la Sala de lo criminal. Casó con una hija de los Greus, propietarios de la huerta, procedentes de Alcira y establecidos en Benifayó al huir de los carlistas. La ideología liberal campeaba en el ambiente familiar, de simpatías sagastinas. Otros hijos, además de Luis, fueron José Morote, que militó en la fracción liberal de Romanones y Francisco, quien dejó huella pedagógica en Valencia desde su cátedra del Instituto Luis Vives. Ambos poseen calles dedicadas en su localidad de procedencia, Benifayó (Valencia). 
En 1876, con catorce años, Luis Morote recibe el grado de bachiller e ingresa en la Universidad, justo el año en que se crea la Institución Libre de Enseñanza. En la Universidad de Valencia asimiló el espíritu del krausismo a través del círculo aglutinado en torno a Eduardo Pérez Pujol, de quien Morote aprendió los conceptos krausistas del derecho y de la filosofía social de Heinrich Ahrens. Obtuvo el premio extraordinario de licenciatura. Fue el alumno aventajado que envió a Madrid a doctorarse con Francisco Giner de los Ríos y Azcárate. 
Morote cuenta su llegada a Madrid y el impacto de los maestros, sobre todo de Giner de los Ríos. Se integra en el grupo selecto de alumnos de doctorado que lo acompañan. Se doctora a los veinte años en derecho político de la mano de Gumersindo de Azcárate. La tesis inicia de modo brillante una posible carrera académica que se trunca en 1883 al no lograr ni la cátedra de derecho político ni la de administrativo, frente a Aniceto Sela y Adolfo Posada. Elige como tema de doctorado el análisis del desarrollo de la idea de libertad desde los tiempos antiguos a los contemporáneos, para probar que la libertad política —logro histórico de la burguesía— debía cimentar todo el derecho, pues significaba la máxima justicia; y por eso mismo tenía que ser la pauta de conducta personal y social. Es un logro que se ha de practicar "no sólo en el individuo" sino también "en el municipio, en la región, en la nación, en la libre organización de la ciencia, del arte y de la industria". Escribe que "cuanto más ilustrado es el hombre... es más libre. Todo el porvenir de las naciones está en la instrucción más libre de sus individuos". 
En esta década publica artículos en la Revista General de Legislación y Jurisprudencia. Versan sobre el positivismo en derecho penal, sobre la nueva ciencia de la antropología criminal y además un reportaje sobre el primer Congreso Internacional de antropología criminal celebrado en Roma en 1886. Es de los pioneros en introducir las recientes teorías expuestas en L'Uomo delinquente por Cesare Lombroso. Se incluye en lo que Posada calificó como krausopositivismo y se le considera de los introductores de una nueva ciencia penal, junto a Rafael Salillas, Pedro Dorado Montero y Félix de Aramburu. 

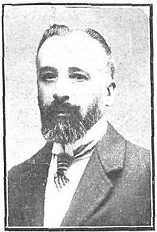
Fotografiado por Kaulak en la revista Nuevo Mundo

Morote se inicia en la actividad política en su Valencia natal, desde 1882 a 1889, ejerciendo la abogacía pero sobre todo el periodismo en El Mercantil Valenciano, diario de las clases medias enfrentadas a la oligarquía representada por el diario rival, Las Provincias. Desde El Mercantil los republicanos asumían la defensa de las clases trabajadoras y enconaron su pugna ideológica contra el sistema vigente a través del anticlericalismo: apedreaban el rosario de la aurora de la "chusma clerical", cada madrugada, al salir de la redacción. El Ateneo Científico agrupaba lo más granado de la intelectualidad democrática de Valencia, y en el año álgido del cólera, 1885, se debatió en el Ateneo el problema social, ocasión para que el joven Morote pidiera la admisión de obreros en los debates, eso sí, los "más ilustrados". Ese mismo año realiza su primera salida al extranjero, con el propósito de asistir al entierro de Víctor Hugo. Con veintitrés años quedó impresionado por el París de la libertad, del laicismo y de la polémica cultural, por el París del naturalismo de Émile Zola y la militancia política de la literatura francesa no cayeron en vano en un joven republicano con afanes de escritor. Morote adoptó para su estilo periodístico la forma "naturalista", cruda, descriptiva e interpretativa de la realidad circundante y además hizo de sus artículos un compromiso fehaciente con la democracia. Tanto Joaquín Sorolla como Morote o Vicente Blasco Ibáñez reflejaban en Valencia las inquietudes sociales del naturalismo, eran amigos y luchaban juntos. 
Publicó en El Mercantil Valenciano el 17 de febrero de 1887, un artículo dedicado a su amigo Antonio Cortina Farinós, que ha sido de vital importancia para dilucidar la autoría de los techos de la casa que fue del fotógrafo Antonio García Peris, suegro de Joaquín Sorolla, que forman actualmente parte de la colección pictórica del Ateneo Mercantil de Valencia.

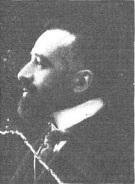
Luis Morote, fotografiado por Compañy.

Marchó en 1889 a Madrid, a trabajar en El Liberal. La literatura regeneracionista ofreció la primera prueba de la influencia social de los intelectuales en la historia política española. Morote trabajó durante la última década del siglo en El Liberal y la primera década del nuevo siglo en Heraldo de Madrid. Ambos integrarían en su momento el trust de la Sociedad Editorial de España. Destacó como corresponsal en Jerez, cuando los sucesos de enero de 1892 y de reportero en los sucesos de Melilla, en Cabrerizas Altas, participando incluso en el combate, en octubre de 1893, cuando el general Juan García y Margallo muere cercado por marroquíes. En 1896 entrevistó en Roma a León XIII. Ese mismo año embarca para Cuba. 
Como autonomista convencido, se sitúa en la paradoja de bregar tanto contra los yanquis como a favor de la guerra contra los separatistas. El Liberal había bajado su tirada por ser autonomista, frente a El Imparcial cuyas tiradas subían a casi 150.000 ejemplares diarios. Enviaron a Morote con el propósito explícito de remontar las ventas, "para que se indemnizase de los quebrantos que venía padeciendo por su honrada campaña autonomista". No escatimaron gastos, seis meses de estancia eran equivalentes a 25.000 duros. Su bomba informativa era entrevistar a Antonio Maceo, pero la muerte del guerrillero en Punta Brava obligó a cambiar el plan por Máximo Gómez, jefe de la revolución. Se infiltró en su campamento no solo con fines periodísticos sino sobre todo con una tarea negociadora: llevaba cartas de los autonomistas de la isla. Gómez lo apresó por hacer "deshonrosas proposiciones de paz": el 14 de febrero de 1897, previo toque de La Marsellesa que emocionó a Morote, se celebra el correspondiente consejo de guerra, por delitos de espionaje y proposiciones de paz, y con datos en los 64 artículos escritos en El Liberal y las cartas de los autonomistas cubanos. Absuelto en prueba de generosidad, se le deja libre con cartas para el gobierno español. Morote cambia de criterio y reconoce que son fuertes, y no insurrectos sino revolucionarios. El director del diario, Miguel Moya, dedica un extra a "La insurreccción por dentro" el 22 de febrero de 1897 con un telegrama de dos mil palabras. El impacto del suplemento extraordinario logró el propósito: subieron las ventas. A su vuelta fue recibido como héroe del periodismo y con un aval para que al año siguiente el partido autonomista de Cuba lo aupase a diputado por la isla. No llegó a tomar posesión del acta de diputado, al consumarse la independencia. También colaboró en El Mundo de La Habana y en La Nación de Buenos Aires.

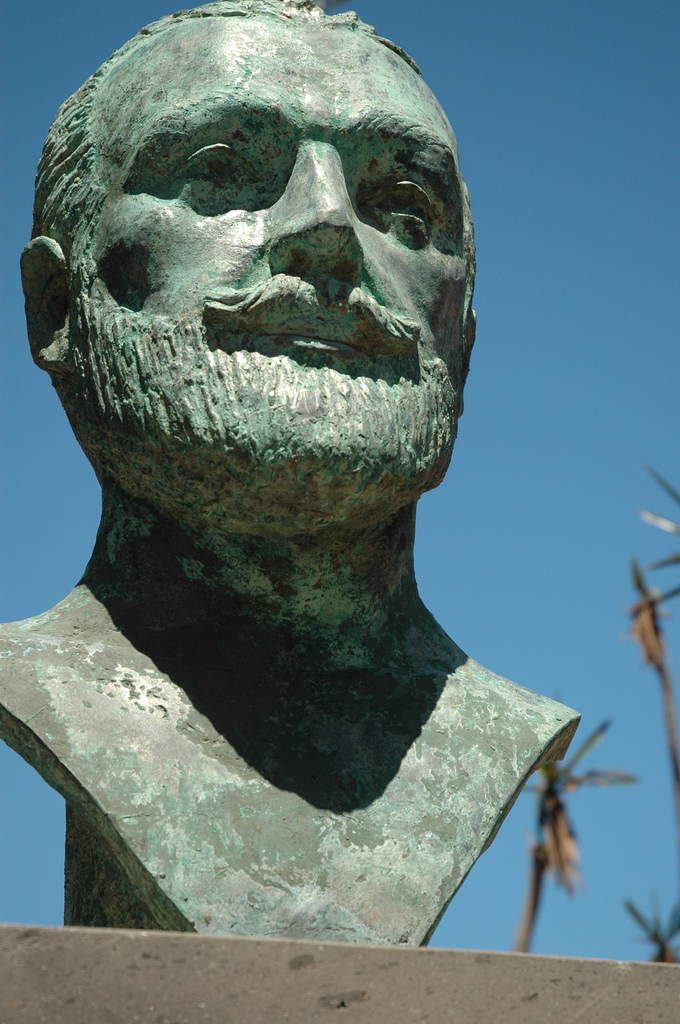
Busto ubicado en el paseo de Las Canteras, en la coincidencia con la calle que lleva el nombre del político, en Las Palmas de Gran Canaria.

Al volver a Madrid se produce su compenetración política con José Canalejas y, desde 1899, es su estrecho colaborador y artífice de la línea ideológica del Heraldo de Madrid, al alimón con el director del mismo, el masón José Francos Rodríguez. Los tres eran diputados. En 1900, Morote publicó La moral de la derrota, la obra que lo incluye dentro de los escritores del regeneracionismo, y en 1902 fue coautor de un libro decisivo en la historia del reformismo social en España, el publicado con Buylla y Posada para justificar el proyecto de Canalejas de crear un Instituto del Trabajo que fue aprobado un año después como Instituto de Reformas Sociales; quizá sea el alegato más documentado de estas décadas en defensa de la intervención del estado en los conflictos entre el capital y el trabajo. En plena guerra ruso-nipona viajó a Rusia y en dos meses de estancia atisba ya la incipiente revolución; entrevistó a León Tolstói en Yasnia-Poliana y a Máximo Gorki en su refugio de Estonia y visitó a Dmitry Mérejkowski, cuya novela sobre Juliano el Apóstata La muerte de los dioses (La novela de Juliano el Apóstata) había traducido el propio Morote e impreso en Valencia en 1901. En 1907 se traslada a Portugal para asistir a la inmediata revolución.
En sus largos artículos doctrinales ensalza la figura de los que consideraba los tres bastiones de la futura república, Bernardino Machado, Teófilo Braga y Guerra Junqueiro. También publicó artículos de crítica literaria divulgando las últimas tendencias en creación: elogió la obra de Henrik Ibsen, Maurice Maeterlinck, León Tolstói, Émile Zola, Miguel de Unamuno, Galdós y Ángel Guimerá. En 1904 publicó el libro Los frailes en España con la intención de que el Congreso no apruebe el convenio firmado en 1904 con Roma, que aseguraba una especie de statu quo a los religiosos y consolidaba su existencia legal. Pero quizá su libro más famoso sea El pulso de España, cuyo título alude a un famoso y pesimista artículo de Francisco Silvela que pretende refutar y que es una colección de entrevistas políticas realizadas en el verano de 1903 y aparecidas en el Heraldo de Madrid y en El Mundo de La Habana. "Es un documento inapreciable para juzgar nuestra época", escribió al respecto su amigo Vicente Blasco Ibáñez. Fue diputado republicano por Madrid en las Cortes de 1905 y 1907, intervino en la Ley de Jurisdicción militar y en cada legislatura insistió en un proyecto para abolir la pena de muerte. En 1909 dirigió los diarios La Mañana y La Noche subtitulados como liberal-socialista y donde colaboraban entre otros Pérez Galdós, Luis Bello y Pablo Iglesias. En 1910 recorrió las islas orientales de Gran Canaria, Lanzarote y Fuerteventura, recogiendo sus impresiones en el libro La tierra de los Guanartemes, que se editó en París. Posteriormente fue diputado en la mayoría canalejista por el distrito de Las Palmas.
Amigo político de Práxedes Mateo Sagasta, fue diputado a Cortes por Cuba, Madrid y también por Gran Canaria. De acuerdo con José del Perojo y con Juan Alvarado y Saz intervino en el proyecto de Antonio Maura sobre la administración local. Muerto Perojo en un escaño de las Cortes, defendiendo los intereses de Las Palmas, continuó Morote en la brecha. Fallecido el 4 de mayo de 1913 en la capital, Madrid, fue enterrado en el cementerio de la Almudena. En 2019 sus restos fueron trasladados al cementerio de Benifayó (Valencia). En el momento de su fallecimiento esperaba el estreno teatral de su amigo Paul Hervieu, que había traducido. Días antes había trabajado febrilmente contra el decreto que establecía la enseñanza en la escuela del catecismo. El Ayuntamiento de Las Palmas de Gran Canaria dio su nombre a una calle de la ciudad y lo nombró hijo adoptivo, y acordó atender la orfandad de sus hijos con una pensión de tres mil pesetas anuales durante cinco años.

## Obras
- Idea de la Libertad en los pueblos antiguos, en la Edad Media y en los Tiempos Modernos. Discurso leído en el ejercicio del grado de doctor en la Fac. de Derecho, Valencia, Imprenta Nueva Alianza, 1882.
- La moral de la derrota (1900); reimpreso con introducción de Juan Sisinio Pérez Garzón, Madrid: Biblioteca Nueva, 1997.
- Los frailes en España Madrid, 1904 (Fortanet)
- De la Dictadura á la República (La Vida Política en Portugal) Valencia: F. Sempere y Compañía, 1908.
- La conquista del Mogreb Valencia: Prometeo , ¿?.
- La tierra de los Guanartemes (Canarias orientales), París, 1910.
- El pulso de España, Madrid: Tipografía de Ricardo Fe, 1904 .
- Rebaño de almas (el terror blanco en Rusia) Valencia, Madrid: F. Sempere y Compañía, 1905.
- La Duma: La revolución en Rusia. (Segunda parte de Rebaño de Almas) ca. 1905.
- Pasados por agua. Prólogo de Vicente Blasco Ibáñez, Valencia: F. Sempere, ¿190.?
- Sagasta, Melilla, Cuba. París, 1908. Hay edición facsímil de 1999 con notas.
- Teatro y novela. (Artículos críticos) 1903-1906. Madrid: Fernando Fe, 1906.
- Adolfo Buylla, Adolfo Posada, Luis Morote, El Instituto del Trabajo: datos para la Historia de la Reforma Social en España; con un discurso preliminar de José Canalejas y Méndez. Madrid, 1902 (Establecimiento Tipográfico de Ricardo Fé)